# Costa Adeje
Costa Adeje è una città costiera e municipalità di 20.105 abitanti, frazione del comune di Adeje, situata a sudovest dell'isola di Tenerife, nella Provincia di Santa Cruz de Tenerife.

## Storia
Il Bahai del Duque fu costruito nel 1993. Casa del Duque fu costruita dal Duca di Abrantes negli anni '30 e Casa Fuerte nel 1553. Casa del Duque fu occupata da Rafael Puig Lluvina che sviluppò Costa Adeje nel 1966. Costa Adeje è una destinazione turistica diversificata che offre attrazioni come esplorare il vulcano Teide e il Parco nazionale del Teide, scoprire villaggi autentici e avventurarsi nelle isole vicine come La Gomera. Gli appassionati dell'acqua possono divertirsi con lo sci nautico, lo snorkeling e le gite in barca, mentre l'osservazione di balene e delfini è un'attività popolare.
La zona offre attrazioni rinomate come il Siam Park e il Loro Parque, oltre a bellissime spiagge come Playa Fañabé e Playa del Duque. Il clima mite e l'ampio sole rendono Costa Adeje una destinazione per tutto l'anno, e la scena della vita notturna comprende locali come Papagayo Beach Club e Veronicas Strip.
Costa Adeje offre varie sistemazioni, dai resort di lusso alle opzioni economiche, rendendola adatta per fughe romantiche, vacanze in famiglia e altro ancora.

## Monumenti e luoghi di interesse
- Chiesa di San Sebastiano (San Sebastián), risalente al XVI secolo

## Parchi di divertimento
- Siam Park
- Parco acquatico Aqualand Costa Adeje

## Spiagge

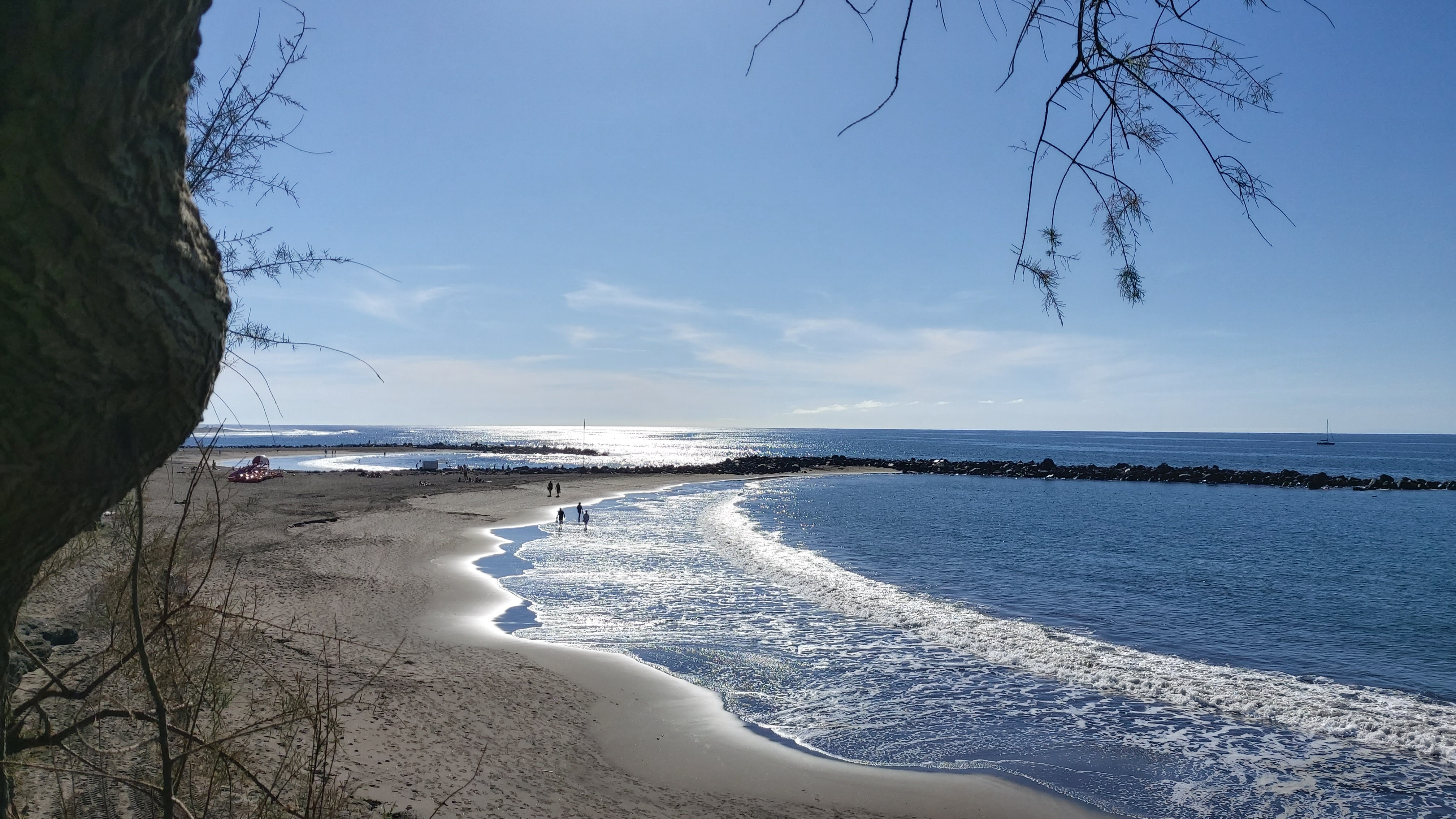
Playa de Troya

- Playa Fañabé
- Playa del Duque
- Playa de Torviscas
- Playa la Pinta
- Playa Ajabo
- Playa San Juan
- Playa de Troya